# Rafinerija nafte Lendava
Rafinerija nafte Lendava je bilo podjetje za predelavo nafte v Lendavi. Po finančnih težavah je v reorganizaciji; nastala so nova podjetja in iščejo partnerje iz tujine.